# قره‌قیه (کلیبر)
قره‌قیه یکی از روستاهای استان آذربایجان شرقی است که در دهستان قشلاق بخش آبش‌احمد شهرستان کلیبر واقع شده‌است.قره قیه درزبان ترکی به معنای صخره سیاه یا سنگ سیاه 
میباشد جشنواره فرهنگی _مسابقات اسب سواری عشایر دراین منطقه برگزار میشود